# Tōkyō Yūshun
Tōkyō Yūshun, (Japanskt Derby), är ett japanskt galopplöp för treåriga fullblod som rids årligen på Tokyo Racecourse i Fuchū i Tokyo i Japan. Det är ett Grupp 1-löp, det vill säga ett löp av högsta internationella klass. Löpet rids över 2400 meter på gräs i slutet av april eller början på juni.
Löpet reds för första gången 1932, och är den japanska motsvarigeten till det engelska löpet Epsom Derby. Löpet är det andra av tre löp som ingår i en japansk Triple Crown. De andra löpen är Satsuki Shō (japanskt 2000 Guineas) och Kikuka-shō (japanskt St. Leger).

## Förberedelselöp
| # | Löp                    | Grupp | Bana     | Distans     | Prioriterad starträtt till Japanska Derbyt |
| - | ---------------------- | ----- | -------- | ----------- | ------------------------------------------ |
| 1 | Satsuki Shō            | GI    | Nakayama | 2000 m gräs | Ja (topp 5)                                |
| 2 | Aoba Sho               | GII   | Tokyo    | 2400 m gräs | Ja (topp 2)                                |
| 3 | Principal Pulse Stakes | Open  | Tokyo    | 2000 m gräs | Ja (segrare)                               |
| 4 | Kyoto Shimbun Hai      | GII   | Kyoto    | 2200 m gräs | Nej (i normala fall)                       |
| 5 | NHK Mile Cup           | GI    | Tokyo    | 1600 m gräs | Nej                                        |

## Segrare sedan 1990
| År   | Häst              | Jockey             | Tränare            | Ägare                | Tid    |
| ---- | ----------------- | ------------------ | ------------------ | -------------------- | ------ |
| 1990 | Ines Fujin        | Eiji Nakano        | Shuho Kato         | Masaaki Kobayashi    | 2:25.3 |
| 1991 | Tokai Teio        | Takayuki Yasuda    | Shouichi Matsumoto | Masanori Uchimura    | 2:25.9 |
| 1992 | Mihono Bourbon    | Sadahiro Kojima    | Tameo Toyama       | Mihono International | 2:27.8 |
| 1993 | Winning Ticket    | Masato Shibata     | Yuji Ito           | Yosimi Ota           | 2:25.5 |
| 1994 | Narita Brian      | Katsumi Minai      | Masaaki Okubo      | Hidenori Yamaji      | 2:25.7 |
| 1995 | Tayasu Tsuyoshi   | Shinji Kojima      | Akio Tsurudome     | Kanichi Yokose       | 2:27.3 |
| 1996 | Fusaichi Concorde | Shinji Fujita      | Minoru Kobayashi   | Fusao Sekiguchi      | 2:26.1 |
| 1997 | Sunny Brian       | Naohiro Onishi     | Senji Nakao        | Moriyasu Miyazaki    | 2:25.9 |
| 1998 | Special Week      | Yutaka Take        | Toshiaki Shirai    | Hiroyoshi Usuda      | 2:25.8 |
| 1999 | Admire Vega       | Yutaka Take        | Mitsuru Hashida    | Riichi Kondo         | 2:25.3 |
| 2000 | Agnes Flight      | Hiroshi Kawachi    | Hiroyuki Nagahama  | Takao Watanabe       | 2:26.2 |
| 2001 | Jungle Pocket     | Koichi Tsunoda     | Sakae Watanabe     | Yomoji Saito         | 2:27.0 |
| 2002 | Tanino Gimlet     | Yutaka Take        | Kunihide Matsuda   | Yuzo Tanimizu        | 2:26.2 |
| 2003 | Neo Universe      | Mirco Demuro       | Tsutomu Setoguchi  | Shadai Race Horse    | 2:28.5 |
| 2004 | King Kamehameha   | Katsumi Ando       | Kunihide Matsuda   | Makoto Kaneko        | 2:23.3 |
| 2005 | Deep Impact       | Yutaka Take        | Yasuo Ikee         | Makoto Kaneko        | 2:23.3 |
| 2006 | Meisho Samson     | Mamoru Ishibashi   | Tsutomu Setoguchi  | Yoshio Matsumoto     | 2:27.9 |
| 2007 | Vodka             | Hirofumi Shii      | Katsuhiko Sumii    | Yuzo Tanimizu        | 2:24.5 |
| 2008 | Deep Sky          | Hirofumi Shii      | Mitsugu Kon        | Toshio Fukami        | 2:26.7 |
| 2009 | Logi Universe     | Norihiro Yokoyama  | Kiyoshi Hagawara   | Masaaki Kumeta       | 2:33.7 |
| 2010 | Eishin Flash      | Hiroyuki Uchida    | Hideaki Fujiwara   | Tomomitsu Hirai      | 2:26.9 |
| 2011 | Orfevre           | Kenichi Ikezoe     | Yasutoshi Ikee     | Sunday Racing        | 2:30.5 |
| 2012 | Deep Brillante    | Yasunari Iwata     | Yoshito Yahagi     | Sunday Racing        | 2:23.8 |
| 2013 | Kizuna            | Yutaka Take        | Shozo Sasaki       | Shinji Maeda         | 2:24.3 |
| 2014 | One And Only      | Norihiro Yokoyama  | Kojiro Hashiguchi  | Koji Maeda           | 2:24.6 |
| 2015 | Duramente         | Mirco Demuro       | Noriyuki Hori      | Sunday Racing        | 2:23.2 |
| 2016 | Makahiki          | Yuga Kawada        | Yasuo Tomomichi    | Makoto Kaneko        | 2:24.0 |
| 2017 | Rey de Oro        | Christophe Lemaire | Kazuo Fujisawa     | U Carrot Farm        | 2:26.9 |
| 2018 | Wagnerian         | Yuichi Fukunaga    | Yasuo Tomomichi    | Makoto Kaneko        | 2:23.6 |
| 2019 | Roger Barows      | Suguru Hamanaka    | Katsuhiko Sumii    | Hirotsugu Inokuma    | 2:22.6 |
| 2020 | Contrail          | Yuichi Fukunaga    | Yoshita Yahagi     | Shinji Maeda         | 2:24.1 |
| 2021 | Shahryar          | Yuichi Fukunaga    | Hideaki Fujiwara   | Sunday Racing        | 2:22.5 |
| 2022 | Do Deuce          | Yutaka Take        | Yasuo Tomomichi    | Kieffers Co Ltd      | 2:21.9 |

## Tidigare segrare
- 1932 - Wakataka
- 1933 - Kabutoyama
- 1934 - Fray Mor
- 1935 - Governor
- 1936 - Tokumasa
- 1937 - Hisatomo
- 1938 - Sugenuma
- 1939 - Kumohata
- 1940 - Ieryu
- 1941 - St Lite
- 1942 - Minami Homare
- 1943 - Kurifuji
- 1944 - Kaiso
- 1945 - Inget löp
- 1946 - Inget löp
- 1947 - Matsu Midori
- 1948 - Miharu O
- 1949 - Tachikaze
- 1950 - Kumono Hana
- 1951 - Tokino Minoru
- 1952 - Kurino Hana
- 1953 - Bostonian
- 1954 - Golden Wave
- 1955 - Otokitsu
- 1956 - Hakuchikara
- 1957 - Hikaru Meiji
- 1958 - Daigo Homare
- 1959 - Komatsu Hikari
- 1960 - Kodama
- 1961 - Hakusho
- 1962 - Fair Win
- 1963 - Meizui
- 1964 - Shinzan
- 1965 - Keystone
- 1966 - Teito O
- 1967 - Asa Denko
- 1968 - Tanino Harromore
- 1969 - Daishin Volgard
- 1970 - Tanino Moutiers
- 1971 - Hikaru Imai
- 1972 - Long Ace
- 1973 - Take Hope
- 1974 - Colonel Lancer
- 1975 - Kaburaya O
- 1976 - Climb Kaiser
- 1977 - Lucky Ruler
- 1978 - Sakura Shori
- 1979 - Katsurano Haiseiko
- 1980 - Opec Horse
- 1981 - Katsu Top Ace
- 1982 - Bamboo Atlas
- 1983 - Mr. C.B.
- 1984 - Symboli Rudolf
- 1985 - Sirius Symboli
- 1986 - Dyna Gulliver
- 1987 - Merry Nice
- 1988 - Sakura Chiyono O
- 1989 - Winner's Circle